# Perustorsvala
Perustorsvala (Progne murphyi) är en fågel i familjen svalor inom ordningen tättingar.

## Utseende
Perustorsvalan är en stor svala med helsvart dräkt hos hanen, hos honan sotfärgat gråaktig med blåsvart på rygg och vingar. Inga andra storsvalor förekommer i dess utbredningsområde. 

## Utbredning och systematik
Fågeln förekommer i kustnära Peru (södra Piura till Ica), sällan i norra Chile (Provincia de Arica). Den behandlas som monotypisk, det vill säga att den inte delas in i några underarter.

## Levnadssätt
Perustorsvalan är en fåtalig och lokalt förekommande svala i låglänta öknar och kusttraster. Den ses vanligen enstaka eller i smågrupper, ofta åtskilda från andra svalar. Den flyger ofta högt upp, kraftfullare än mindre svalor. Ibland ses den sitta på ökenartade sluttningar ovan odlade dalar. 

## Status
Perustorsvalan tros ha ett litet bestånd, uppskattat till mellan 2 500 och 10 000 vuxna individer. Den tros också minska långsamt i antal. IUCN kategoriserar arten som nära hotad.

## Namn
Fågelns vetenskapliga artnamn hedrar den amerikanske ornitologen Robert Cushman Murphy (1887–1973).